# Daihatsu Storia
Der Daihatsu Storia, der in Europa als Daihatsu Sirion angeboten wurde, war ein Kleinwagen des Herstellers Daihatsu.
Ein baugleiches Modell wurde in Asien als Toyota Duet angeboten. Das Modell erschien Anfang 1998 in Europa, zunächst mit einem 40 kW/55 PS leistenden 1,0-Liter-3-Zylinder-Motor. 1999 kam der Sirion 1.3 Sport hinzu; er wurde von einem 102 PS starken 1,3-Liter-4-Zylinder-Motor angetrieben. Optional war auch Allradantrieb erhältlich.
Ende 2001 bekam der bis dahin nur mäßig erfolgreiche Sirion ein gründliches Facelift vor allem an der Front und im Innenraum. Der Sirion 1.0 erhielt den gleichen Motor, der im kurz zuvor eingeführten Daihatsu Cuore L7 verbaut wurde, der nun 58 PS leistete. 

Anfang 2005 endete der Verkauf in Europa.

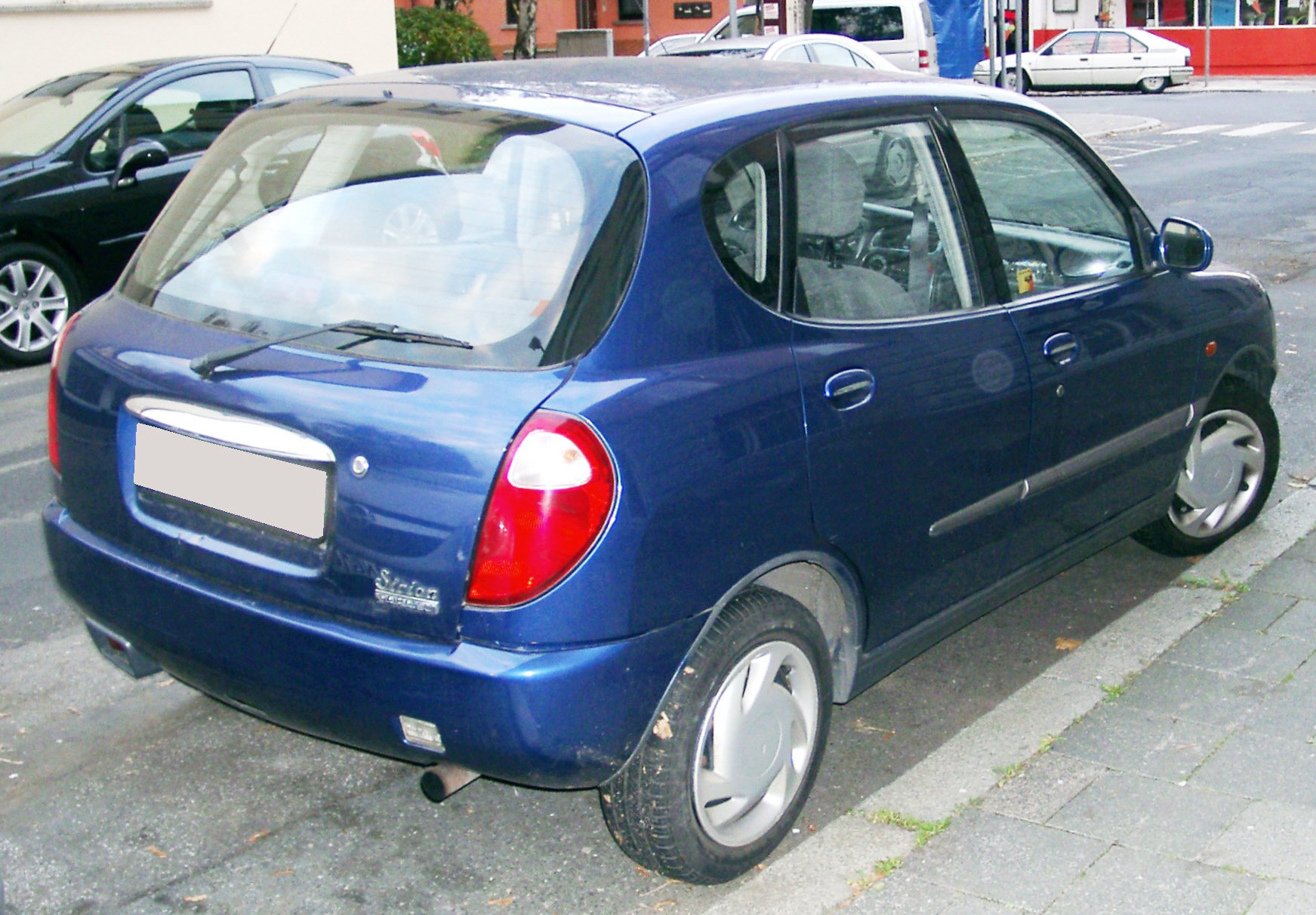
Heckansicht
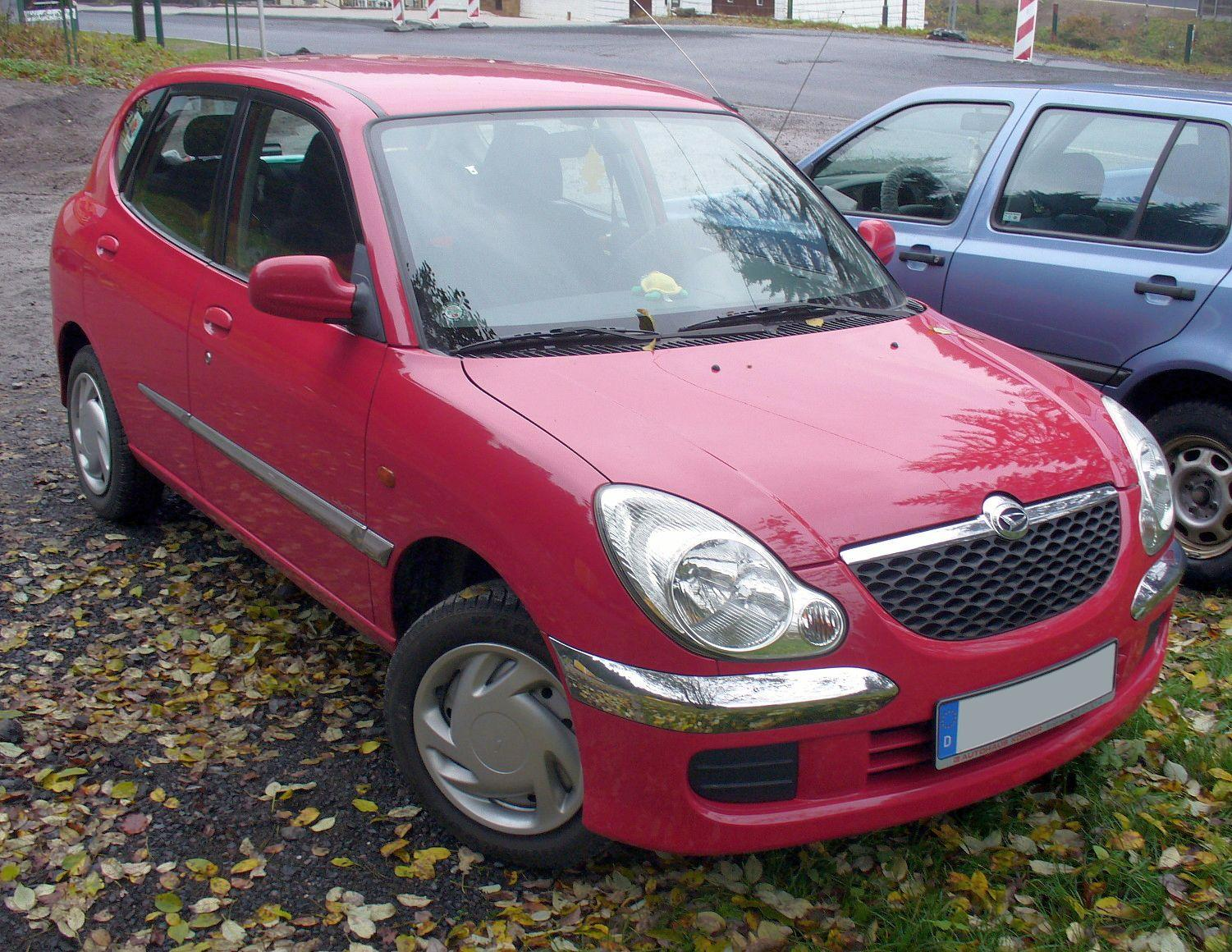
Facelift (2001–2004)
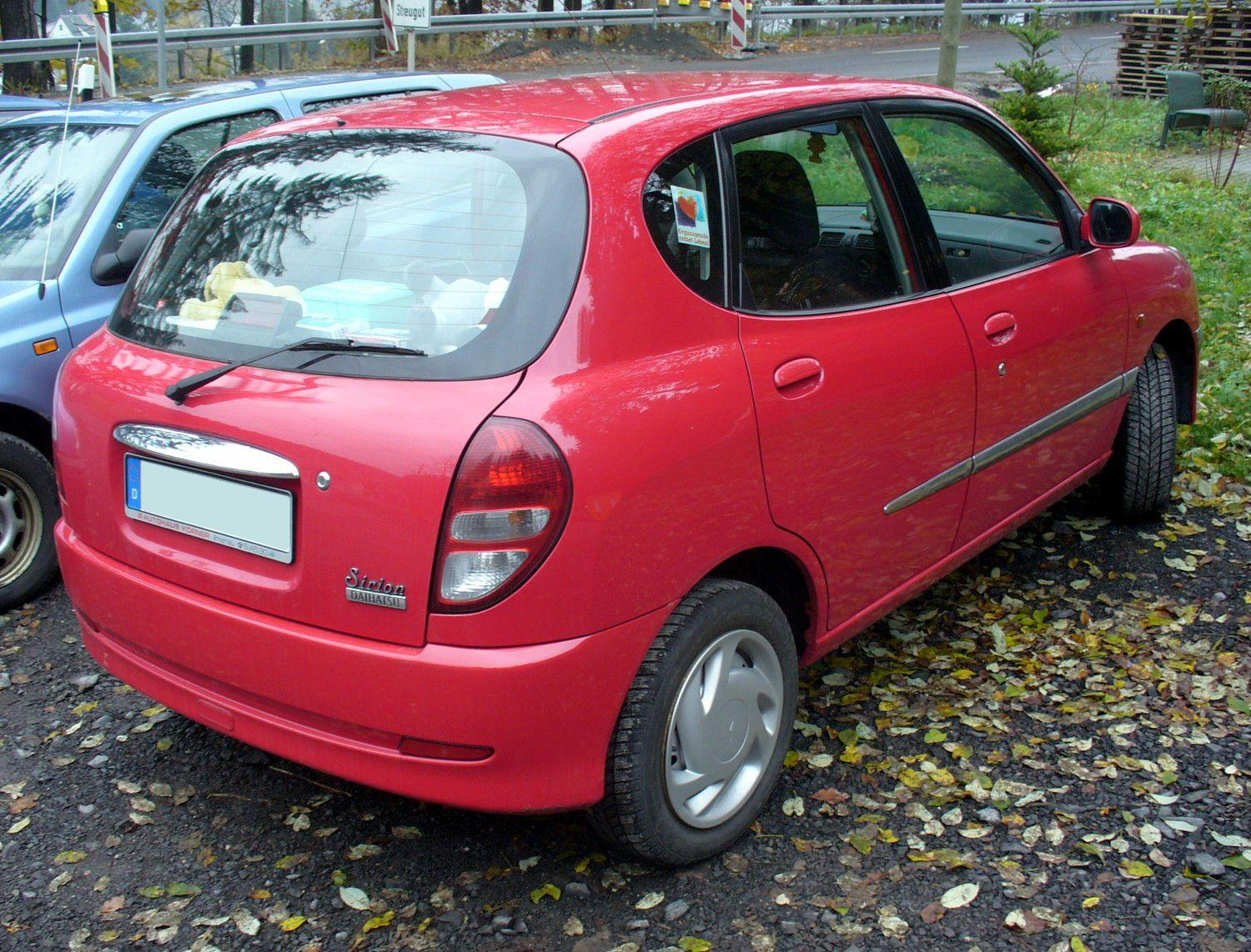
Heckansicht
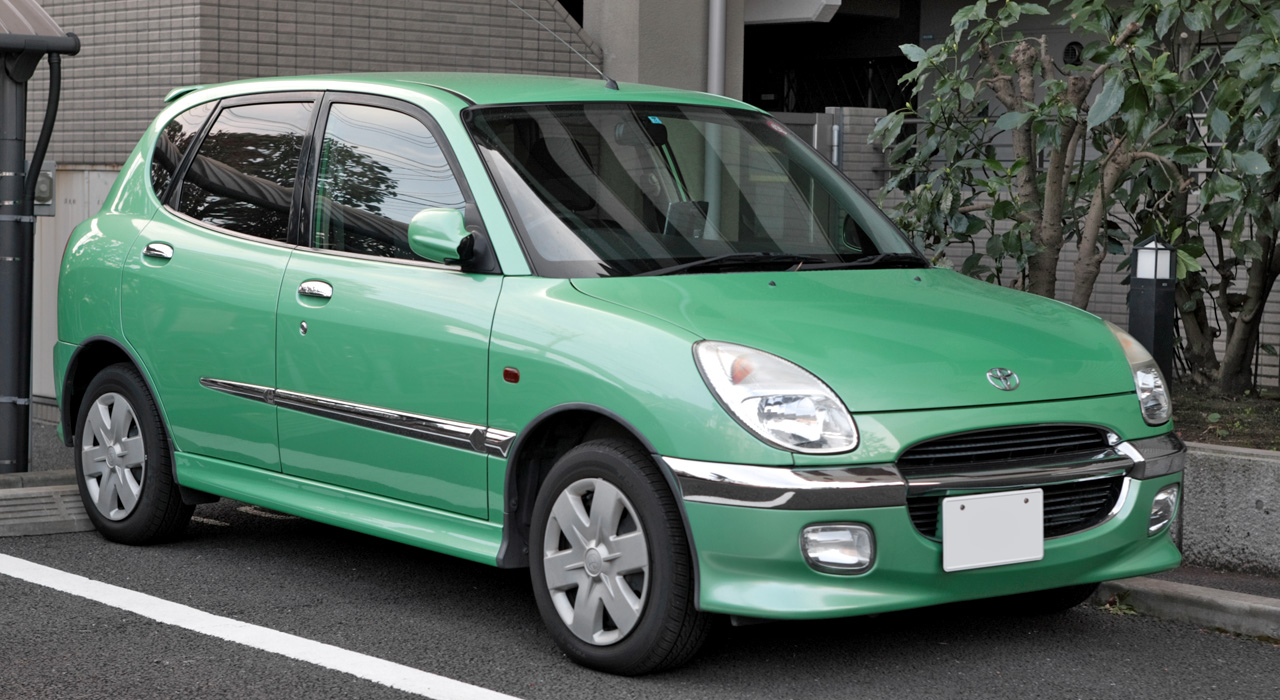
Toyota Duet

## Motorisierungen in Europa
- Sirion 1.0 Dreizylinder mit 41–43 kW (55–58 PS)
- Sirion 1.3 4 Zylinder mit 64–81 kW (87–109 PS)